# Cyclisme aux Jeux des petits États d'Europe 2017
Navigation
Édition précédente Édition suivante
Les compétitions de cyclisme des Jeux des petits États d'Europe 2017 se sont déroulées à Saint-Marin du 30 mai au 3 juin.

## Résultats

### Course en ligne
| Compétition | Or                    | Or              | Argent                                | Argent      | Bronze                             | Bronze      |
| ----------- | --------------------- | --------------- | ------------------------------------- | ----------- | ---------------------------------- | ----------- |
| Hommes      | Pit Leyder Luxembourg | 2 h 22 min 33 s | Federico Olei Saint-Marin             | m.t.        | Andrej Petrovski Macédoine du Nord | + 1 s       |
| Femmes      | Elise Maes Luxembourg | 2 h 17 min 23 s | Erla Sigurlaug Sigurdardottir Islande | + 4 min 9 s | Edie Rees Luxembourg               | + 4 min 9 s |

### Course par équipes
| Compétition | Or                                                                             | Or             | Argent                                                          | Argent       | Bronze                                                               | Bronze |
| ----------- | ------------------------------------------------------------------------------ | -------------- | --------------------------------------------------------------- | ------------ | -------------------------------------------------------------------- | ------ |
| Hommes      | Saint-Marin Michael Antonelli Federico Gasperoni Luigi Giulietti Federico Olei | 7 h 7 min 46 s | Andorre David Albós Òscar Cabanas Albert Gómez Julio Pintado    | + 3 s        | Malte Etienne Bonello Maurice Formosa James Mifsud Alexander Pettett | + 4 s  |
| Femmes      | Luxembourg Anne-Sophie Harsch Chantal Hoffmann Elise Maes Edie Rees            | 7 h 0 min 30 s | Malte Stephanie Alden Marie Claire Aquilina Michelle Vella Wood | + 4 min 17 s |                                                                      |        |

### Contre-la-montre
| Compétition | Or                        | Or             | Argent                    | Argent    | Bronze                        | Bronze         |
| ----------- | ------------------------- | -------------- | ------------------------- | --------- | ----------------------------- | -------------- |
| Hommes      | Andréas Miltiádis Chypre  | 21 min 59 s 54 | Victor Langellotti Monaco | + 7 s 28  | Julio Pintado Andorre         | + 12 s 93      |
| Femmes      | Antri Christoforou Chypre | 18 min 53 s 24 | Elise Maes Luxembourg     | + 30 s 87 | Anne-Sophie Harsch Luxembourg | + 1 min 3 s 62 |

### VTT
| Compétition                     | Or                         | Or              | Argent                    | Argent       | Bronze                                | Bronze        |
| ------------------------------- | -------------------------- | --------------- | ------------------------- | ------------ | ------------------------------------- | ------------- |
| Hommes                          | Søren Nissen Luxembourg    | 1 h 12 min 18 s | Andréas Miltiádis Chypre  | + 1 min 7 s  | Guy Díaz Andorre                      | + 1 min 39 s  |
| Femmes                          | Fabienne Schaus Luxembourg | 53 min 15 s     | Antri Christoforou Chypre | + 1 min 48 s | Erla Sigurlaug Sigurðardóttir Islande | + 10 min 44 s |
| Cross-country par équipe hommes | Saint-Marin                | 3 h 54 min 20 s | Chypre                    | + 2 min 29 s |                                       |               |

## Tableau des médailles
| Rang  | Nation      | Or | Argent | Bronze | Total |
| ----- | ----------- | -- | ------ | ------ | ----- |
| 1     | Luxembourg  | 5  | 1      | 2      | 8     |
| 2     | Chypre      | 2  | 3      | 0      | 5     |
| 3     | Saint-Marin | 2  | 1      | 0      | 3     |
| 4     | Andorre     | 0  | 1      | 2      | 3     |
| 5     | Islande     | 0  | 1      | 1      | 2     |
| 5     | Malte       | 0  | 1      | 1      | 2     |
| 5     | Monaco      | 0  | 1      | 1      | 2     |
| Total | Total       | 9  | 9      | 7      | 25    |